# Inline-Skaterhockey-Bundesliga 2000
Die Saison 2000 ist die 5. Spielzeit der Inline-Skaterhockey-Bundesliga, in der zum 15. Mal ein Deutscher Meister ermittelt wird. Ausrichter ist die Sportkommission Inline-Skaterhockey Deutschland im Deutschen Rollsport und Inline-Verband.

## Teilnehmer
| Klub                   | Standort           | Vorjahr                   | Play-offs                 |                           |
| ---------------------- | ------------------ | ------------------------- | ------------------------- | ------------------------- |
| Duisburg Ducks         | Duisburg           | 1.                        | Deutscher Meister         |                           |
| Düsseldorf Rams        | Düsseldorf         | 2.                        | Vizemeister               |                           |
| Crash Eagles Kaarst    | Kaarst             | 3.                        | Halbfinale                |                           |
| Mendener Mambas        | Menden (Sauerland) | 4.                        | Halbfinale                |                           |
| SU Augsburg            | Augsburg           | 5.                        | –                         |                           |
| Bullskater Düsseldorf  | Düsseldorf         | 6.                        | –                         |                           |
| HC Köln-West           | Köln               | 7.                        | –                         |                           |
| SU Coeln               | Köln               | 8.                        | –                         |                           |
| Luzifer Kiel           | Kiel               | 9.                        | –                         |                           |
| Moskitos Essen         | Essen              | 10.                       | Relegation                |                           |
| Samurai Iserlohn       | Iserlohn           | 1. der 2. Bundesliga Nord | 1. der 2. Bundesliga Nord | 1. der 2. Bundesliga Nord |
| RSC Neviges Commanders | Velbert            | 1. der 2. Bundesliga Süd  | 1. der 2. Bundesliga Süd  | 1. der 2. Bundesliga Süd  |

## Modus
Die 1. Bundesliga geht mit zwölf Mannschaften an den Start. Jede Mannschaft trifft in Hin- und Rückspiel auf jede andere Mannschaft. Für einen Sieg gibt es zwei Punkte, für ein Unentschieden einen Punkt. Bei Punktgleichheit zum Ende der Hauptrunde entscheidet der direkte Vergleich über die Rangfolge. Die ersten vier Mannschaften erreichen die Play-offs. Der Sieger der Play-offs ist Deutscher Meister.
Da die Bundesliga zur Saison 2001 auf 16 Mannschaften aufgestockt und in eine Nord- und Süd-Staffel (jeweils acht Mannschaften) geteilt wird, gibt es in der Saison 2000 keine Direktabsteiger. Die Mannschaften auf den Rängen fünf bis zehn haben sich sportlich für die nächste Spielzeit qualifiziert. Die Teams auf den Rängen elf und zwölf bestreiten eine Relegation gegen die beiden Tabellendritten der 2. Bundesliga. Die beiden Ersten und die beiden Zweiten der 2. Bundesliga steigen direkt in die 1. Bundesliga auf.

## Vorrunde
|     | Mannschaft             | Sp | S  | U | N  | Tore    | +/-  | P  |
| --- | ---------------------- | -- | -- | - | -- | ------- | ---- | -- |
| 1.  | Duisburg Ducks         | 22 | 21 | 1 | 0  | 234:095 | +139 | 43 |
| 2.  | SU Augsburg            | 22 | 17 | 1 | 04 | 186:112 | +74  | 35 |
| 3.  | Mendener Mambas        | 22 | 14 | 3 | 05 | 198:121 | +77  | 31 |
| 4.  | Düsseldorf Rams        | 22 | 14 | 1 | 07 | 139:084 | +55  | 29 |
| 5.  | Crash Eagles Kaarst    | 22 | 12 | 1 | 09 | 123:106 | +17  | 25 |
| 6.  | HC Köln-West           | 22 | 12 | 0 | 10 | 150:129 | −21  | 24 |
| 7.  | RSC Neviges Commanders | 22 | 08 | 4 | 10 | 148:171 | −23  | 20 |
| 8.  | SU Coeln               | 22 | 06 | 2 | 14 | 116:170 | −54  | 14 |
| 9.  | Bullskater Düsseldorf  | 22 | 05 | 2 | 15 | 123:175 | −52  | 12 |
| 10. | Samurai Iserlohn       | 22 | 04 | 3 | 15 | 146:204 | −58  | 11 |
| 11. | Luzifer Kiel           | 22 | 03 | 3 | 16 | 114:209 | −95  | 09 |
| 12. | Moskitos Essen         | 22 | 04 | 1 | 17 | 097:198 | −101 | 09 |

Abkürzungen: Sp = Spiele, S = Siege, U = Unentschieden, N = Niederlagen, P = Punkte

Erläuterungen:

## Play-offs
(Modus "Best-of-Three")

### Play-off-Baum
|  | Halbfinale | Halbfinale      | Halbfinale |  |  | Finale | Finale          | Finale |
|  |            |                 |            |  |  |        |                 |        |
|  |            |                 |            |  |  |        |                 |        |
|  | 1          | Duisburg Ducks  | 2          |  |  |        |                 |        |
|  | 4          | Düsseldorf Rams | 0          |  |  |        |                 |        |
|  |            |                 |            |  |  | 1      | Duisburg Ducks  | 2      |
|  |            |                 |            |  |  | 3      | Mendener Mambas | 0      |
|  | 2          | SU Augsburg     | 0          |  |  |        |                 |        |
|  | 3          | Mendener Mambas | 2          |  |  |        |                 |        |
|  |            |                 |            |  |  |        |                 |        |

### Halbfinale
|                |   |                 | Serie | 1   | 2    | 3 |
| -------------- | - | --------------- | ----- | --- | ---- | - |
| Duisburg Ducks | – | Düsseldorf Rams | 2:0   | 6:5 | 7:2  | – |
| SU Augsburg    | – | Mendener Mambas | 0:2   | 8:9 | 6:11 | – |

### Finale
|                |   |                 | Serie | 1    | 2   | 3 |
| -------------- | - | --------------- | ----- | ---- | --- | - |
| Duisburg Ducks | – | Mendener Mambas | 2:0   | 11:5 | 8:4 | – |

## Relegation
In den Relegationsduellen setzten sich die Moskitos Essen gegen VT Zweibrücken (3. der 2. Bundesliga Süd) und Luzifer Kiel gegen den Ahauser SV (4. der 2. Bundesliga Nord) jeweils durch.

## Aufsteiger
Aus der 2. Bundesliga steigen die Powerkrauts Berlin (2. der Staffel Nord), Bochum Lakers (3. der Staffel Nord), Zweibrücker ERC Snipers (1. der Staffel Süd) und die Bockumer Bulldogs (2. der Staffel Süd) direkt in die 1. Bundesliga auf.
Der Crefelder SC als 1. der Staffel Nord hat auf den Aufstieg verzichtet. Daher stiegen der 2. und 3. der Nord-Staffel direkt auf; der Vierte rückte in die Relegation nach.

## Fusionen
Der Bundesligist SU Coeln fusionierte zur neuen Saison mit dem Zweitligisten 1. RC Kosmos Frechen zu SUC Kosmos Frechen. Der neue Verein nimmt den Platz der SU Coeln in der 1. Bundesliga ein.
Die erste Mannschaft von Luzifer Kiel schloss sich den Hamburg Sharks an, die den Platz in der 1. Bundesliga einnehmen. Luzifer Kiel spielt in der kommenden Saison in der Regionalliga Nordost, in der bislang die 2. Mannschaft des Vereins gespielt hat.

## Pokalsieger
Im Endspiel um den Deutschen Inline-Skaterhockey-Pokal 2000 gewannen die Duisburg Ducks am 10. Dezember 2000 gegen die Crash Eagles Kaarst in Oberhausen mit 4:2.